# Elizabeth A. Lynn
Elizabeth Anne Lynn (Nueva York, 8 de junio de 1946) es una escritora estadounidense conocida sobre todo por sus obras de fantasía y, en menor medida, de ciencia ficción. Es especialmente conocida por ser una de las primeras escritoras de ciencia ficción o fantasía en introducir personajes gays y lesbianas; en honor a Lynn, la conocida cadena de librerías LGBT A Different Light, con sede en California y Nueva York, tomó el nombre de su novela. Ha recibido el Premio Mundial de Fantasía de Novela.

## Obra
Lynn es una escritora de ciencia ficción y fantasía abiertamente lesbiana que ha escrito numerosas obras con protagonistas homosexuales positivos. Sus novelas Crónicas de Tornor (1979-80), cuyo primer libro, Watchtower (Atalaya), ganó el Premio Mundial de Fantasía, fueron de las primeras novelas de fantasía en las que las relaciones homosexuales formaban parte del trasfondo cultural, e incluían descripciones explícitas y comprensivas del amor entre personas del mismo sexo. Los otros libros de esta serie son The Dancers of Arun (1979) y Northern Girl (1980), este último de especial interés lésbico.
Las primeras novelas de ciencia ficción de Lynn también fueron pioneras en el tratamiento de temas sexuales. En The Sardonyx Net (1981), uno de los personajes principales es un sádico sexual. Su novela de ciencia ficción A Different Light (1978) presenta una relación entre dos hombres del mismo sexo. El cuento mágico lésbico The Woman Who Loved the Moon (La mujer que amaba la luna) también ganó un Premio Mundial de Fantasía y es el relato que da título a la colección de Lynn The Woman Who Loved the Moon (La mujer que amaba la luna), junto con otros relatos de ficción especulativa gay. Ambas novelas incluyen el concepto de ciencia ficción del hiperespacio.
Posteriormente, Lynn regresó a la ficción con una serie de fantasía en la que también aparecían relaciones homosexuales: Dragon's Winter (1998) y Dragon's Treasure (2004).

## Premios y nominaciones

### Premios
Premio Mundial de Fantasía 1980 a la Mejor Novela : Watchtower

### Nominaciones
1979 Premio Locus a la mejor novela de ciencia ficción (nominado) : A Different Light
1980 Premio Locus a la mejor novela fantástica (nominado) : The Dancers of Arun
1980 Premio Locus a la mejor novela fantástica (nominado) : Watchtower
1980 Premio Mundial de Fantasía a la Mejor Novela (nominado) : The Dancers of Arun
1980 Premio Mundial de Fantasía al Mejor Relato Corto (nominado) :The Woman Who Loved the Moon [relato]
1981 Premio Locus a la mejor novela de fantasía (nominado) : The Northern Girl
1982 Premio Locus a la mejor colección (nominado) : The Woman Who Loved the Moon: And Other Stories
1982 Premio Locus a la mejor novela de ciencia ficción (nominado) : The Sardonyx Net
1982 Premio Mythopoeic Fantasy (nominado) : The Woman Who Loved the Moon: And Other Stories
1984 Premio Mundial de Fantasía a la Mejor Novela (nominado) : The Red Hawk [relato corto]
1999 Premio Locus a la mejor novela fantástica (nominado) : Dragon's Winter
2005 Premio Locus a la mejor novela fantástica (nominado) : Dragon's Treasure

## Obras publicadas

### Serie
- The Chronicles of Tornor.[12]
  - Watchtower (1979), ISBN 0-425-05008-4
  - The Dancers of Arun (1979), ISBN 0-425-05189-7
  - The Northern Girl (1980), ISBN 0-425-04725-3
- Karadur Atani.[13]
  - Dragon's Winter (1998), ISBN 0-441-00502-0
  - Dragon's Treasure (2003), ISBN 0-441-01196-9

### Novelas
- A Different Light (1978), ISBN 0-425-04824-1
- The Sardonyx Net (1981), ISBN 0-425-05326-1

### colecciones de cuentos
- The Woman Who Loved the Moon and Other Stories (1981), ISBN 0-425-05161-7
- Tales from a Vanished Country (1990)

### Novelas cortas
- The Red Hawk (1983)

### Libros para niños
- The Silver Horse (1986) novel, ISBN 0-312-94404-7

### No ficción
- Babe Didrikson Zaharias: Champion Athlete (1989) (biography) ISBN 1-55546-684-2

### Cuentos seleccionados
- "We All Have to Go" (in Tricks and Treats, 1976)
- "Jubilee's Story" (in Millennial Women, 1978)
- "Wizard's Domain" (in Basilisk, ed. Ellen Kushner, 1980)
- "The Silver Dragon" (in Flights: Extreme Visions of Fantasy, 2004)